# Solariella aegleis
Solariella aegleis är en snäckart som beskrevs av Watson 1879. Solariella aegleis ingår i släktet Solariella och familjen pärlemorsnäckor. Inga underarter finns listade i Catalogue of Life.